# الولا دل ریو

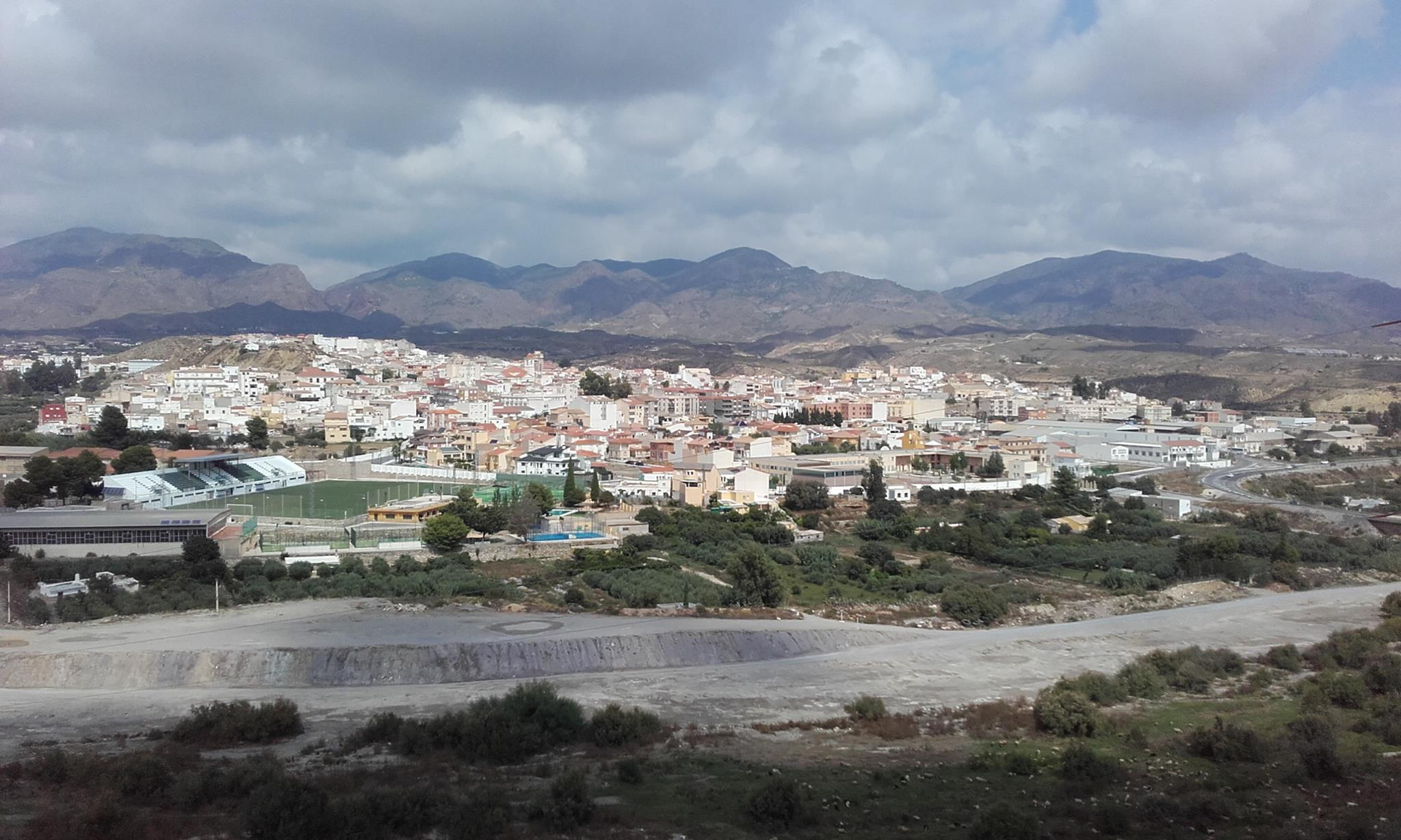
نمایی از دهستان اُلولا دل ریو در استان آلمریا - ۲۰۲۰

اُلولا دل ریو دهستانی در استان آلمریای اسپانیا است.
در این دهستان ۶٬۱۴۱ نفر زندگی می‌کنند. مساحت این دهستان ۲۳ کیلومتر مربع است.